# اولها سمنوا
اولها سمنوا (اوکراینی: Ольга Семенова؛ زادهٔ ۶ اکتبر ۱۹۶۴) بازیکن هندبال اهل اتحاد جماهیر شوروی سوسیالیستی است.